# سیارک ۱۸۱۱۲
سیارک ۱۸۱۱۲ (به انگلیسی: 18112 Jeanlucjosset، نامگذاری:2000NX17) هجده هزار و صد و دوازدهمین سیارک کشف شده‌است که در ۵ ژوئیه ۲۰۰۰ کشف شد.
قدر مطلق سیارک برابر ۱۶.۲ است.